# Love Is My Religion
Love Is My Religion – drugi solowy album Ziggy’ego Marleya (pierwszym był "Dragonfly"). Album ukazał się 2 lipca 2006 r. i jest utrzymany w konwencji reggae.
"Love Is My Religion" zostało uznane najlepszym albumem reggae na 49. wręczeniu nagród Grammy, które odbyło się w Los Angeles w 2007 r.

## Lista utworów
1. "Into the Groove"
2. "Love Is My Religion"
3. "Make Some Music"
4. "Friend"
5. "Black Cat"
6. "Beach in Hawaii"
7. "A Lifetime"
8. "Be Free"
9. "Keep on Dreaming"
10. "Still the Storms"
11. "Love Is My Religion" (wersja akustyczna)
12. "Be Free" (dub)